# Colpoptera minuta
Colpoptera minuta är en insektsart som beskrevs av Caldwell och Martorell 1951. Colpoptera minuta ingår i släktet Colpoptera och familjen sköldstritar. Inga underarter finns listade i Catalogue of Life.